# Robin Robin
Robin Robin (bra: A Sabiá Sabiazinha; prt: Quem És Tu, Robin?) é um filme britânico de animação stop-motion de aventura e comédia de 2021, produzido por Aardman Animations. Dirigido por Dan Ojari e Michael Please.
Robin Robin será lançado em 24 de novembro de 2021 no Reino Unido na Netflix.

## Elenco
- Bronte Carmichael como Sabiá(pt-BR) ou Robin(pt-PT?)
- Amira Macey-Michael como Dink